# Rose-Marie Huuva

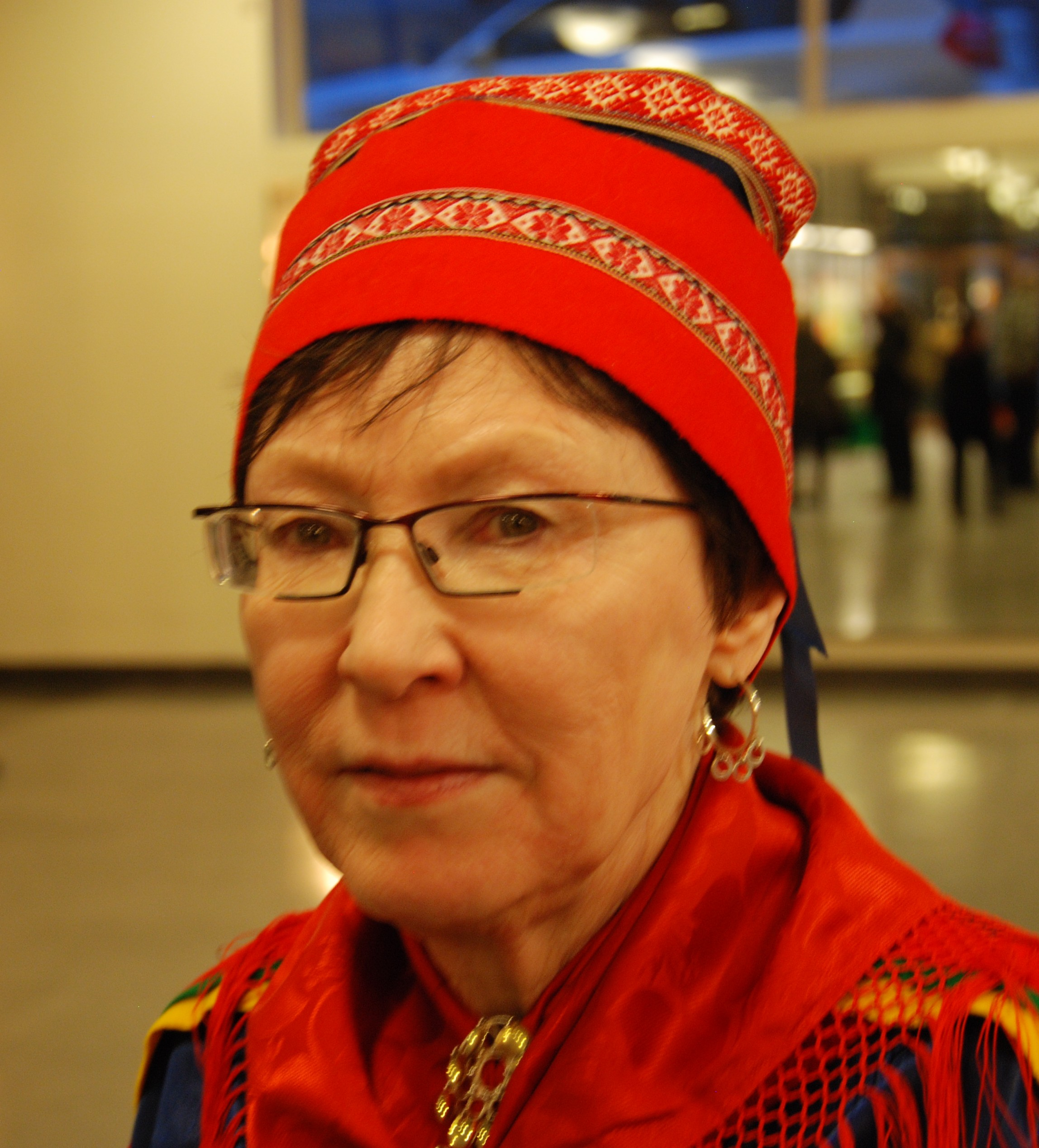
Rose-Marie Huuva, 2012

Ragnel Rose-Marie Huuva (* 13. Juli 1943 in Rensjön, Gemeinde Kiruna) ist eine schwedische Dichterin sowie Textil- und Bildkünstlerin. Sie hat unter anderem große Applizierungen mit herausragenden Zinndrahtkomponenten entwickelt.
Rose-Marie Huuva debütierte 1999 mit der Gedichtsammlung Galbma rádná (Kalter Kamerad), wofür sie 2001 für den Literaturpreis des Nordischen Rates nominiert wurde. 2003 erhielt sie das Kulturstipendium Rubus arcticus.
Ihre Gedichte wurden auch ins Isländische und Finnische sowie ins Deutsche übersetzt.
Huuva war mit dem samischen Dichter Paulus Utsi (1918–1975) verheiratet.

## Bibliografie
- Rose-Marie Huuva: Galbma rádná, DAT, Guovdageaidnu 1999, ISBN 82-90625-36-7  (Kalter Kamerad).
- Rose-Marie Huuva, Inghilda Tapio, Thomas Marainen und Simon Marainen: Viidát: divttat Sámis / Vidd: dikter från Sápmi, Podium, Stockholm 2006, ISBN 91-89196-39-2.
- Rose-Marie Huuva: Li mihkkege leat (Nichts hier), Dat, Guovdageaidnu 2006, ISBN 82-90625-53-7.

### In Anthologie (Original und deutsche Übersetzung)
- Worte verschwinden / fliegen / zum blauen Licht : Samische Lyrik von Joik bis Rap. In: Johanna Domokos, Christine Schlosser, Michael Rießler (Hrsg.): Samica. Band 4. Albert-Ludwigs-Universität Freiburg, Freiburg 2019, ISBN 978-3-9816835-3-0, S. 206–213.